# WS-Addressing
Web服务寻址（WS-Addressing）是一个W3C推荐标准，为Web服务提供一种与传输层无关的，传送寻址信息的机制。规范主要由两部分组成：传送Web服务端点的引用的数据结构，以及一套能够在特定的消息上关联寻址信息的消息寻址属性。

## 规范内容
WS-Addressing是将消息路由数据包含在SOAP头中的一种标准方法。利用WS-Addressing的消息可以在标准化的SOAP头中包含自己的包含发送元数据，而不是依赖于网络层传输来传送路由信息。网络级传输只负责将消息发送到能够读取WS-Addressing元数据的分配器那里。一旦消息抵达了URI所制定的分配器，网络层传输的工作就完成了。
通过在标准的SOAP头中(wsa:ReplyTo)指定应答消息应该发送到哪里的端点引用，WS-Addressing可以支持异步交互方式。 服务提供者使用另一个连接，将应答消息发送给wsa:ReplyTo所指定的端点。这就将SOAP请求/应答消息的交互与HTTP请求/应答协议分离，这样，跨越任意时间的长时间运行的交互成为可能。

### 端点引用
端点引用（Endpoint Reference，速写EPR）是一个XML结构，封装了对访问Web服务的消息寻址有用的信息。这包括了消息的目的地地址，任何其他路由消息到目的地所需的参数（称作引用参数），以及有关服务的任选的元数据（例如WSDL或WS-Policy）。

### 消息寻址属性
消息寻址属性表明与将消息传送到Web服务有关的寻址信息，包括：
- 目的地 -- 该消息的目的地的URI。
- 源端点 -- 发出该消息的服务端点（EPR）
- 应答端点 -- 应答消息接收者的端点（EPR）
- 故障端点 -- 故障消息接收者的端点（EPR）
- 动作-- 指示该消息的语义（可能有助于该消息的寻址）的URI
- 消息ID -- 唯一消息标识符URI
- 关系 -- 与之前消息的关系(一对URI)

## 历史
WS-Addressing最初由微软, IBM, BEA, Sun和SAP所发起，并提交 （页面存档备份，存于）到W3C进行标准化。W3C WS-Addressing工作组 （页面存档备份，存于）在标准化的过程中对规范进行了改善和补充。
目前，WS-Addressing分成三部分说明：
- 核心 （页面存档备份，存于）--主要包括端点引用和消息寻址属性的规范。
- SOAP绑定 （页面存档备份，存于）--将这些属性绑定到SOAP协议上。
- 元数据 （页面存档备份，存于）规范--说明了在核心 （页面存档备份，存于）中定义的抽象的属性将如何使用WSDL来描述，如何在端点引用中包含WSDL元数据，以及如何使用WS-Policy标明一个Web服务是否支持WS-Addressing。

WS-PAEPR（端点引用的Web服务策略附件） （页面存档备份，存于）阐述了将WS-Policy表达式包含在端点引用中的机制和方法。WS-PAEPR是W3C的成员提案。